# Uomo di Pofi
Uomo di Pofi è il nome che designa un ritrovamento di resti umani avvenuto nel territorio di Pofi. 

## Storia
A Pofi nel 1959, durante delle ricerche di superficie dirette dall'Istituto Italiano di Paleontologia, fu avvertito il Sindaco di un rinvenimento di grandi ossa in località S. Lucia. Tra l'agosto e il novembre dello stesso anno, furono accumulati diversi tipi di ossa ed esaminati da A. C. Blanc e L. Cardini che il 13 novembre del 59 riconobbero l'ulna umana fossilizzata. Per la considerevole scoperta nel 1961 fu effettuato uno scavo archeologico di quasi 40 metri m² diretto da Cardini e la partecipazione di M. Taschini, R. Grifoni, M, Fanelli, E. Lissi, insieme alla Sopraintendenza di Roma I, con E. Laguzzi, P. Cassoli e M. Follieri. 
Lo scavo contraddistinto dal N.5 alla superficie di 20 m² riportò alla luce due reperti umani un frammento di tibia destra e un frammento di cranio, accompagnati da rinvenimenti di animali come; l'elefante, il cervo e altri, compreso manufatti in selce scheggiata, nella stessa superficie nel 1976 durante i lavori effettuati da Italo Biddittu e A. C. Segre, furono rinvenuti rari manufatti in lava e su osso che riconducono al giacimento acheuleano di Anagni in Fontana Ranuccio il quale sarebbe datato al K-Ar 458.000 anni. 
Secondo gli scavi compiuti nel 1959 denominati livello 5 di Cava Pompi dal nome del proprietario del terreno Giovanni Pompi e delle sue due figlie Lucia e Angela, si attesterebbe che l'età dei reperti va da 350.000 a 400.000 anni. I fossili umani; ulna e tibia sarebbero attribuiti approssimativamente all'Homo heidelbergensis. Si conserva nel Museo preistorico di Pofi assieme a quelli del ben più conosciuto Uomo di Ceprano.